# Michael Adeane
Michael Edward Adeane, baron Adeane (ur. 30 września 1910 w Londynie, zm. 30 kwietnia 1984 w Aberdeen) – brytyjski urzędnik państwowy i dworzanin królewski, w latach 1953–1972 główny sekretarz osobisty królowej Elżbiety II, a następnie par dożywotni.

## Biografia

### Młodość i służba wojskowa
Był wnukiem po kądzieli lorda Stamfordhama, ostatniego osobistego sekretarza królowej Wiktorii, potem długoletniego sekretarza Jerzego V. Ukończył Eton College, a następnie studia historyczne na University of Cambridge. Następnie wstąpił do służby wojskowej. W latach 1934–1936 przebywał w Kanadzie, gdzie zajmował stanowisko adiutanta dwóch kolejnych gubernatorów generalnych. W 1937 został adiutantem i zarazem jednym z sekretarzy osobistych króla Jerzego VI. Po wybuchu II wojny światowej wrócił do służby w swojej jednostce i spędził tam większość wojny, jedynie w latach 1942–1943 przebywając w Waszyngtonie jako członek brytyjskiej misji wojskowej. Brał udział w walkach w Normandii, gdzie został ranny. Opuścił wojsko w stopniu podpułkownika.

### Sekretarz królowej
W 1945 powrócił na dwór królewski, do pracy jako jeden z sekretarzy osobistych króla. W 1952 towarzyszył ówczesnej księżnej Edynburga Elżbiecie podczas jej wizyty w Kenii, w trakcie której dowiedziała się o śmierci swego ojca i własnej sukcesji na tron. W 1953, po przejściu na emeryturę Tommy’ego Lascellesa, został głównym sekretarzem osobistym królowej i zarazem przełożonym Archiwów Królewskich. Zajmował oba te stanowiska do emerytury, na którą odszedł w 1972 roku. Adeane był zwolennikiem dość konserwatywnej wizji monarchii, z dużym naciskiem kładzionym na celebrę i godność urzędu królewskiego. Zarazem w projektach przemówień, jakie pisał dla królowej, starał się ściśle trzymać konstytucyjnej roli monarchy – apolitycznej i unikającej zaangażowania w bieżące kontrowersje.

### Późniejsze życie
Po odejściu z dworu otrzymał, podobnie jak wielu emerytowanych wysokich urzędników państwowych, zaproszenie do zasiadania w radach nadzorczych kilku firm. Był także osobistym przedstawicielem królowej w zarządzie Biblioteki Brytyjskiej. W 1972 został kreowany parem dożywotnim jako baron Adeane of Stamfordham, jednak zasiadał wśród lordów bezpartyjnych (crossbenchers) i jedynie sporadycznie zabierał głos w Izbie Lordów.
Zmarł w wieku 73 lat wskutek problemów kardiologicznych, jakich doznał w czasie wycieczki wędkarskiej w Szkocji. Zgodnie z jego wyraźnym życzeniem, uroczystości żałobne miały niezwykle skromny charakter, m.in. zrezygnowano z honorów państwowych. Na polecenie królowej jego portret został umieszczony na stałe na jednej ze ścian w Buckingham Palace.

## Najważniejsze odznaczenia
- Królewski Order Wiktoriański klasy Kawaler (MVO, 1946)[1]
- Order Łaźni klasy Kawaler (CB, 1947)[1]
- Królewski Order Wiktoriański klasy Rycerz Komandor (KCVO, 1951[1] – odtąd miał prawo używać tytułu Sir przed nazwiskiem, stracił to prawo w 1972, gdy otrzymał jeszcze wyższą godność barona)
- Order Łaźni klasy Rycerz Komandor (KCB, 1955)[1]
- Królewski Order Wiktoriański klasy Rycerz Wielkiego Krzyża (GCVO, 1962)[1]
- Order Łaźni klasy Rycerz Wielkiego Krzyża (1968, GCB)[1]
- Królewski Łańcuch Wiktoriański (1972)[1]